# Discografia de Maria Bethânia
A discografia da cantora brasileira Maria Bethânia consiste em 35 álbuns de estúdio, 22 álbuns ao vivo, diversas participações em trilhas sonoras de filmes e novelas, além de inúmeras colaborações com outros artistas. No decorrer da carreira a cantora vendeu mais de 26 milhões de cópias com seus lançamentos.

## Álbuns

### Álbuns de estúdio
| Álbum                                                                            | Detalhes                                                                                  | Vendas        | Certificações  |
| -------------------------------------------------------------------------------- | ----------------------------------------------------------------------------------------- | ------------- | -------------- |
| Maria Bethânia                                                                   | - Lançamento: 1965 - Formatos: LP - Gravadora: Sony Music/RCA                             |               |                |
| Edu e Bethania                                                                   | - Lançamento: 1967 - Formatos: LP - Gravadora: Universal Music/Elenco                     |               |                |
| Maria Bethânia                                                                   | - Lançamento: 1969 - Formatos: LP - Gravadora: EMI                                        |               |                |
| A Tua Presença...                                                                | - Lançamento: 1971 - Formatos: LP - Gravadora: Philips                                    |               |                |
| Drama                                                                            | - Lançamento: 1972 - Formatos: LP - Gravadora: Philips                                    |               |                |
| Pássaro Proibido                                                                 | - Lançamento: 1976 - Formatos: LP, K7 - Gravadora: Philips                                | - : 100.000   | - : ABPD: Ouro |
| Pássaro da Manhã                                                                 | - Lançamento: 1977 - Formatos: LP, K7 - Gravadora: Philips                                | - : 100.000   | - : ABPD: Ouro |
| Álibi                                                                            | - Lançamento: 1978 - Formatos: LP, K7 - Gravadora: Philips                                | - : 1.000.000 | - : ABPD: Ouro |
| Mel                                                                              | - Lançamento: 1979 - Formatos: LP, K7 - Gravadora: Philips                                | - : 1.000.000 |                |
| Talismã                                                                          | - Lançamento: 1980 - Formatos: LP, K7 - Gravadora: Philips                                | - : 700.000   |                |
| Alteza                                                                           | - Lançamento: 1981 - Formatos: LP, K7 - Gravadora: Philips                                | - : 320.000   |                |
| Ciclo                                                                            | - Lançamento: 1983 - Formatos: LP, K7 - Gravadora: Philips                                |               |                |
| A Beira e o Mar                                                                  | - Lançamento: 1984 - Formatos: CD, LP, K7, download digital - Gravadora: Philips          |               |                |
| Dezembros                                                                        | - Lançamento: 1986 - Formatos: LP, K7, CD - Gravadora: RCA/Sony                           |               |                |
| Maria                                                                            | - Lançamento: 1988 - Formatos: LP, K7, CD - Gravadora: RCA/Sony                           |               |                |
| Memória da Pele                                                                  | - Lançamento: 1989 - Formatos: LP, K7, CD - Gravadora: PolyGram                           |               |                |
| 25 Anos                                                                          | - Lançamento: 1990 - Formatos: LP, K7, CD - Gravadora: PolyGram                           |               |                |
| Olho d'Água                                                                      | - Lançamento: 1992 - Formatos: LP, K7, CD - Gravadora: PolyGram                           | - : 100.000   |                |
| As Canções que Você Fez pra Mim                                                  | - Lançamento: 1993 - Formatos: LP, K7, CD - Gravadora: PolyGram                           | - : 1.500.000 |                |
| Las Canciones que Hiciste pra Mí                                                 | - Lançamento: 1993 - Formatos: LP, K7, CD - Gravadora: PolyGram                           |               |                |
| Âmbar                                                                            | - Lançamento: /09/1996 - Formatos: K7, CD - Gravadora: EMI                                |               | - : ABPD: Ouro |
| A Força Que Nunca Seca                                                           | - Lançamento: /02/1999 - Formatos: CD - Gravadora: Sony Music                             | - : 200.000   | - : ABPD: Ouro |
| Maricotinha                                                                      | - Lançamento: 13/11/2001 - Formatos: CD - Gravadora: Sony Music                           |               |                |
| Brasileirinho                                                                    | - Lançamento: 01/09/2003 - Formatos: CD - Gravadora: Quitanda                             | - : 100.000   |                |
| Cânticos, Preces, Súplicas à Senhora dos Jardins do Céu na Voz de Maria Bethânia | - Lançamento: 2004 - Formatos: CD, digital download - Gravadora: Sony Music/Biscoito Fino | - : 3.000     |                |
| Que Falta Você Me Faz - Músicas de Vinicius de Moraes                            | - Lançamento: 01/02/2005 - Formatos: CD - Gravadora: Biscoito Fino                        |               |                |
| Pirata                                                                           | - Lançamento: 01/10/2006 - Formatos: CD - Gravadora: Quitanda                             |               |                |
| Mar de Sophia                                                                    | - Lançamento: 01/11/2006 - Formatos: CD - Gravadora: Biscoito Fino                        |               |                |
| Omara Portuondo e Maria Bethânia                                                 | - Lançamento: 27/02/2008 - Formatos: CD, download digital - Gravadora: Biscoito Fino      |               |                |
| Encanteria                                                                       | - Lançamento: 01/09/2009 - Formatos: CD - Gravadora: Quitanda                             |               |                |
| Tua                                                                              | - Lançamento: 01/09/2009 - Formatos: CD - Gravadora: Quitanda                             |               |                |
| Oásis de Bethânia                                                                | - Lançamento: 27/03/2012 - Formatos: download digital, CD, LP - Gravadora: Biscoito Fino  |               |                |
| Meus Quintais                                                                    | - Lançamento: 10/06/2014 - Formatos: CD - Gravadora: Biscoito Fino                        |               |                |
| Mangueira — A Menina dos Meus Olhos                                              | - Lançamento: 06/12/2019 - Formatos: CD, download digital - Gravadora: Biscoito Fino      | - : 5.000     |                |
| Noturno                                                                          | - Lançamento: 30/07/2021 - Formatos: CD, LP, download digital - Gravadora: Biscoito Fino  |               |                |

### Álbuns ao vivo
| Álbum                                                   | Detalhes                                                                             | Vendas      | Certificações  |
| ------------------------------------------------------- | ------------------------------------------------------------------------------------ | ----------- | -------------- |
| Recital na Boite Barroco                                | - Lançamento: 1968 - Formatos: CD, LP, K7, download digital - Gravadora: EMI         |             |                |
| Maria Bethânia ao Vivo                                  | - Lançamento: 1970 - Formatos: CD, LP, K7, download digital - Gravadora: EMI         |             |                |
| Vinicius+Bethania+Toquinho - en LA FUSA (Mar del Plata) | - Lançamento: 1971 - Formatos: CD, LP, K7, download digital - Gravadora: EMI         |             |                |
| Rosa dos Ventos ao Vivo                                 | - Lançamento: 1971 - Formatos: CD, LP, K7, download digital - Gravadora: Philips     |             |                |
| Drama 3º Ato                                            | - Lançamento: 1973 - Formatos: CD, LP, K7, download digital - Gravadora: Philips     |             |                |
| Cena Muda                                               | - Lançamento: 1974 - Formatos: CD, LP, K7, download digital - Gravadora: Philips     |             |                |
| Chico Buarque & Maria Bethânia ao Vivo                  | - Lançamento: 1975 - Formatos: CD, LP, K7, download digital - Gravadora: Philips     |             |                |
| Doces Bárbaros                                          | - Lançamento: 1976 - Formatos: CD, LP, K7, download digital - Gravadora: Philips     |             |                |
| Maria Bethânia e Caetano Veloso - Ao Vivo               | - Lançamento: 1978 - Formatos: CD, LP, K7, download digital - Gravadora: Philips     |             |                |
| Nossos Momentos                                         | - Lançamento: 1982 - Formatos: CD, LP, K7, download digital - Gravadora: Philips     | - : 360.000 |                |
| Maria Bethânia ao Vivo                                  | - Lançamento: 1995 - Formatos: CD, LP, K7, download digital - Gravadora: PolyGram    |             |                |
| Imitação da Vida                                        | - Lançamento: 1997 - Formatos: CD, LP, K7, download digital - Gravadora: EMI         |             | - : ABPD: Ouro |
| Diamante Verdadeiro                                     | - Lançamento: 1998 - Formatos: CD, LP, K7, download digital - Gravadora: Sony Music  |             |                |
| Maricotinha: Ao Vivo                                    | - Lançamento: 2002 - Formatos: CD, download digital - Gravadora: Biscoito Fino       | - : 120.000 |                |
| Dentro do Mar Tem Rio                                   | - Lançamento: 2007 - Formatos: CD, download digital - Gravadora: Biscoito Fino       |             | - : ABPD: Ouro |
| Amor, Festa, Devoção                                    | - Lançamento: 12/11/2010 - Formatos: CD, download digital - Gravadora: Biscoito Fino |             |                |
| Noite Luzidia - Vol. 1                                  | - Lançamento: 2012 - Formatos: CD, download digital - Gravadora: Biscoito Fino       |             |                |
| Noite Luzidia - Vol. 2                                  | - Lançamento: 2012 - Formatos: CD, download digital - Gravadora: Biscoito Fino       |             |                |
| Carta de Amor Ato 1                                     | - Lançamento: 2013 - Formatos: CD, download digital - Gravadora: Biscoito Fino       |             |                |
| Carta de Amor Ato 2                                     | - Lançamento: 2013 - Formatos: CD, download digital - Gravadora: Biscoito Fino       |             |                |
| Abraçar e Agradecer                                     | - Lançamento: 02/12/2016 - Formatos: CD, download digital - Gravadora: Biscoito Fino |             |                |
| De Santo Amaro a Xerém (com Zeca Pagodinho)             | - Lançamento: 30/11/2018 - Formatos: CD, download digital - Gravadora: Biscoito FIno |             |                |
| CAE-BTH Caetano e Bethânia Ao Vivo                      | - Lançamento: 26/05/2025 - Formatos: download digital - Gravadora:                   |             |                |

### Compilações
| Álbum                                                | Detalhes                                                          |
| ---------------------------------------------------- | ----------------------------------------------------------------- |
| Bethânia Origens                                     | - Lançamento: 1968 / 1969 - Formatos: LP - Gravadora: EMI         |
| A Arte de Maria Bethânia                             | - Lançamento: 1975 - Formatos: LP, CD - Gravadora: Fontana        |
| Simplesmente...Bethânia - O Melhor de Maria Bethânia | - Lançamento: 1988 - Formatos: LP - Gravadora: Philips            |
| Minha História                                       | - Lançamento: 1994 - Formatos: CD - Gravadora: PolyGram           |
| Brincar de Viver                                     | - Lançamento: 1999 - Formatos: CD - Gravadora: Polydor            |
| A Intérprete                                         | - Lançamento: 2000 - Formatos: CD - Gravadora: Universal          |
| Maria Bethânia (Série Bis)                           | - Lançamento: 2002 - Formatos: CD - Gravadora: EMI                |
| Maria Bethânia (Série Gold)                          | - Lançamento: 2002 - Formatos: CD - Gravadora: Universal          |
| Perfil (Maria Bethânia)                              | - Lançamento: 2004 - Formatos: CD - Gravadora: Somlivre           |
| Amor, Amor                                           | - Lançamento: Junho de 2004 - Formatos: CD - Gravadora: Universal |
| Clássicos                                            | - Lançamento: 2004 - Formatos: CD - Gravadora: Sony/BMG           |
| Novo Millennium                                      | - Lançamento: Março de 2005 - Formatos: CD - Gravadora: Universal |
| Maxximum                                             | - Lançamento: Agosto de 2005 - Formatos: CD - Gravadora: Sony/BMG |
| O Talento de Maria Bethânia                          | - Lançamento: Agosto de 2005 - Formatos: LP, CD - Gravadora: EMI  |
| Bethânia Revisitada                                  | - Lançamento: 2005 - Formatos: CD - Gravadora: Universal          |

### Box
| Ano  | Detalhes do álbum                                                                     | Notas |
| ---- | ------------------------------------------------------------------------------------- | --- |
| 2009 | Amor Festa Devoção - Lançamento: 30/11/2009 - Gravadora: Biscoito Fino - Formatos: CD | - Box especial, em edição limitada e comemorativa, contendo os 2 CDs de Maria Bethânia Tua e Encanteria. Inclui livreto com fotos. |
| 2011 | Maria - Lançamento: 2011 - Gravadora: Universal Music - Formatos: CD                  | - Box lançado juntamente com o box Bethânia. Trazem toda a discografia de Bethânia do período de 1967 até 1995. CDs remasterizados e textos de Rodrigo Faour, material gráfico adaptado dos LPs originais. Este box contempla os anos de 1967 até 1978, inlcui ainda o CD Coletânea 2011 - Vol. 1 Anos 70.   |
| 2011 | Bethânia - Lançamento: 2011 - Gravadora: Universal Music - Formatos: CD               | - Box lançado juntamente com o box Maria. Trazem toda a discografia de Bethânia do período de 1967 até 1995. CDs remasterizados e textos de Rodrigo Faour, material gráfico adaptado dos LPs originais. Este box contempla os anos de 1978 até 1995, inlcui ainda o CD Coletânea 2011 - Vol. 1 Anos 80 E 90. |

## Compactos

### Compactos simples
- 1965 - Carcará - Sony Music/RCA
- 1965 - Eu Vivo num Tempo de Guerra - Sony Music/RCA

### Compactos duplos
- 1965 - Carcará - Sony Music/RCA
- 1966 - Maria Bethânia Canta Noel Rosa - Sony Music/RCA
- 1976 - Doces Bárbaros - Universal Music/Philips

## Singles
- 2015 - "Eu Te Desejo Amor" - Biscoito Fino
- 2016 - "Mortal Loucura"[22] - Biscoito Fino
- 2016 - "Casinha Branca"[23] - Biscoito Fino
- 2016 - "Era Pra Ser"[24] - Biscoito Fino

## Participações
- 1972 - Trilha sonora do filme 'Quando o Carnaval Chegar', nas faixas Baioque e Bom Conselho, com participação de Nara Leão nas faixas Minha Embaixada Chegou e Formosa.
- 1972 - Nova Bossa Nova (Festival Folklore e Bossa Nova do Brasil '72), nas faixas: Bodocó de Gordurinha e Não Tem Solução com Terra Trio.
- 1972 - Phono 73 – O canto de um povo, na faixa Oração a Mãe Menininha com a participação de Gal Costa; Preciso Aprender a Só Ser com Gilberto Gil e Trampolim com Caetano Veloso.
- 1975 - Trilha sonora de Gabriela, na faixa Coração Ateu.
- 1980 - Erasmo Carlos Convida, na faixa Cavalgada.
- 1981 - Sorriso Negro, de Dona Yvonne Lara, na faixa: A Sereia Guiomar.
- 1982 - Roberto Carlos, na faixa: Amiga.
- 1983 - Plunct, Plact, Zuuum, na faixa: Brincar de Viver.
- 1984 - Luz e Esplendor, de Elizeth Cardoso, na faixa Elizetheana também com a participação de Alcione, Cauby Peixoto, Dona Ivone Lara, Joyce, Nana Caymmi e Paulinho da Viola.
- 1984 - Da cor do Brasil, de Alcione, na faixa Roda Ciranda.
- 1985 - Compacto simples Nordeste Já, nas faixas: Chega de Mágoa e Seca d’Água.
- 1985 - Sinceramente Teu, de Joan Manuel Serrat, na faixa: Sinceramente Teu.
- 1988 - Negro Demais no Coração, de Joyce, na faixa Tarde em Itapoã.
- 1988 - Uns, de Caetano Veloso, na faixa: Salva Vida.
- 1989 - Nelson Gonçalves e Convidados, na faixa: Caminhemos.
- 1989 - A trilha Sonora África Brasil, na faixa: Mamãe Oxum.
- 1991 - Brasil, de João Gilberto, Caetano Veloso e Gilberto Gil, na faixa No Tabuleiro da Baiana.
- 1991 -  Songbook Noel Rosa, na faixa: Pela Décima Vez.
- 1993 -  No Tom da Mangueira, na faixa: Primavera e Cântico à Natureza com a participação do grupo vocal Garganta Profunda.
- 1993 -  Sambas de Enredo Grupo Especial, do Carnaval de 1994, na faixa Atrás da Verde-e-Rosa só não vai quem já morreu com Caetano Veloso, Gilberto Gil e Gal Costa.
- 1994 -  Dorival, na faixa Morena do Mar.
- 1994 -  João Batista do Vale, de João do Vale, na faixa Estrela Miúda.
- 1995 -  Gente de Festa, de Margareth Menezes, na faixa Libertar.
- 1996 -  Brasil em Cy, do Quarteto em Cy na faixa A Noite do Meu Bem.
- 1996 -  Belô Velloso, na faixa: Brincando.
- 1996 -  Recife Frevo é, na faixa Frevo nº 01 de Recife.
- 1996 -  Alfagamabetizado, de Carlinhos Brown na faixa Quixabeira com Caetano Veloso, Gilberto Gil e Gal Costa.
- 1997 -  Agora, de Orlando Moraes na faixa A Montanha e a Chuva.
- 1997 -  Songbook Djavan, na faixa Morena de Endoidecer.
- 1997 -  Álbum Musical, de Francis Hime, na faixa Pássara.
- 1997 -  Amigos, de Angela Maria, na faixa Orgulho.
- 1997 -  Livro, de Caetano Veloso, na faixa Navio Negreiro.
- 1997 -  Pequeno Oratório do Poeta para o Anjo, poemas de Neide Archanjo.
- 1997 -  Agô – Pixinguinha 100 anos, na faixa Fala Baixinho.
- 1998 -  Diplomacia, de Batatinha na faixa Bolero.[25]
- 1998 -  Songbook Marcos Valle, na faixa: Preciso Aprender a Ser Só.
- 1998 -  Brasil são outros 500, na faixa Tocando em Frente com participação da atriz Vera Holtz.
- 1998 -  Alcione Celebração, na faixa Linda Flor.
- 1999 -  Songbook Chico Buarque, nas faixas Até Pensei e Sobre Todas as Coisas.
- 1999 -  Sinfonia de Pardais, uma homenagem a Herivelto Martins, na faixa Segredo.
- 2000 -  Doces Bárbaros Bahia, na faixa 'Hino do Esporte Clube Bahia' com Gal Costa, Gilberto Gil e Caetano Veloso.
- 2000 - DVD Chico Buarque e as cidades, em Olhos nos Olhos.
- 2001 - Trilha sonora do filme Nelson Gonçalves, na faixa 'Caminhemos' com Nelson Gonçalves.
- 2001 - Ana Carolina, na faixa: Dadivosa e no sample do texto de Antônio Bivar Era uma Vez.
- 2002 - Eu vim da Bahia, nas faixas É um Tempo de Guerra, Gloria in excelsis (Missa agrária) e De Manhã.
- 2003 - Doutor do baião (tributo a Humberto Teixeira), na faixa 'Asa Branca'.
- 2003 - Alcione ao vivo 2, de Alcione, na faixa 'Ternura Antiga' com Alcione.
- 2003 - Todo Acústico, de Joanna, na faixa 'Maninha' com Joanna.
- 2004 - Pequeno oratório do poeta para o anjo, de Neide Arcanjo, narrando todas as faixas.
- 2005 - Namorando a Rosa (tributo a Rosinha de Valença), na faixa 'Chuá-chuá' com Joanna.
- 2005 - Trilha sonora do filme 2 filhos de Francisco na faixa 'Tristeza do jeca com Caetano Veloso.
- 2006 - ODE DESCONTÍNUA E REMOTA PARA FLAUTA E OBOÉ (DE ARIANA PARA DIONÍSIO) - Poemas de Hilda Hist musicados por Zeca Baleiro, na faixa ‘Canção III’.
- 2006 - Livro A hora da estrela, de Clarice Lispector - Maria Bethânia lê a dedicatória do autor na versão narrada do livro.
- 2006 - Olivia Byington, CD homônimo de Olivia Byington; Maria Bethânia participa no tema Mãe Quelé.
- 2006 - Menino do Rio, de Mart'nália, na faixa 'São Sebastião'.
- 2007 - 100 anos de frevo, na faixa 'Frevo nº 1 do Recife'.
- 2008 - Senhora raiz, de Roberta Miranda, na faixa 'Guacira' com Roberta Miranda.
- 2009 - Multishow Registro - Pode Entrar, de Ivete Sangalo, na faixa 'Muito Obrigado, Axé' com Ivete Sangalo.
- 2009 - Tecnomacumba - A tempo e ao vivo, de Rita Ribeiro na faixa 'Iansã' com Rita Ribeiro.
- 2009 - Canta o samba da Bahia ao vivo, de Beth Carvalho, na faixa 'De manhã' com Beth Carvalho e Caetano Veloso.
- 2009 - Multishow Registro - N9ve + 1, de Ana Carolina na faixa 'Eu que não sei quase nada do mar' com Ana Carolina.
- 2011 - Trilha sonora da novela Insensato coração na faixa 'Trocando em miúdos'.
- 2011 - Salve São Francisco, de Geraldo Azevedo na faixa 'Carranca que chora' com Geraldo Azevedo.
- 2011 - Duas Faces - Jam Session, de Alcione na faixa 'Sem mais adeus' com Alcione.